# 빠삭강
빠삭강(태국어: แม่น้ำป่าสัก)은 태국 중부의 강이다. 르이주 단사이군에서 발원해 펫차분주를 통과한다. 이후 롭부리주의 동부와 사라부리주를 흐르고 아유타야 섬 북동쪽에서 롭부리강과 합류하며 아유타야 섬 남동쪽에서 짜오프라야강으로 흘러든다. 총 길이는 513km이고 유역 면적은 16,291km2이다. 연 유량은 2.4km3이다. 
빠삭강의 계곡은 펫차분주의 펫차분산맥을 통과한다. 강의 분수계는 상당히 좁기 때문에 계절마다 유량의 변화가 심하다. 빠삭 계곡의 가뭄 문제를 해결하기 위해 1994년부터 롭부리주에 빠삭 조라싯 댐의 건설이 시작되었다. 폭 4,860m, 높이 31.5m의 댐은 총 저수량은 0.785km3이다. 또한 댐은 수력 발전을 통해 약 6.7MW의 전력을 공급한다.